# Grażyna Rygał
Grażyna Jadwiga Rygał (ur. 27 kwietnia 1959) – polska dydaktyczka matematyki, prorektor Uniwersytetu Humanistyczno-Przyrodniczego im. Jana Długosza w Częstochowie (2016–2020).

## Życiorys
W latach 1978–1981 studiowała na Wydziale Matematyki Wyższej Szkoły Pedagogicznej w Częstochowie. W 1998 obroniła na Uniwersytecie Opolskim doktorat w dziedzinie nauk humanistycznych dyscyplina pedagogika Rozwój wybranych procesów poznawczych młodzieży matematycznie uzdolnionej i czynniki determinujące ten rozwój (promotor – Stanisław Rogala). W 2009 habilitowała się z pedagogiki na Uniwersytecie Palackiego w Ołomuńcu.
Jej zainteresowania naukowe koncentrują się wokół badań dotyczących rozwoju logicznego myślenia u dzieci oraz poziomu wiedzy matematycznej uczniów. Jest autorką książek i artykułów poświęconych matematyce i procesowi jej nauczania.
Pracowała jako nauczycielka matematyki w Kłobucku (1981–1983), Szkole Podstawowej nr 48 w Częstochowie (1983–1990). W 1990 została wykładowczynią obecnego Uniwersytetu Humanistyczno-Pedagogicznego w Częstochowie. Dziekan Wydziału Pedagogicznego (2012–2016). Prorektor ds. studenckich (2016–2020).
Honorowa członkini Stowarzyszenia Nauczycieli Matematyki. Członkini Zarządu Oddziału Częstochowskiego Polskiego Towarzystwa Pedagogicznego.
W 2018 „za zasługi w działalności na rzecz rozwoju nauki” została odznaczona Srebrnym Krzyżem Zasługi.